# Mushaga Bakenga
Mushaga Bakenga (Trondheim, 1992. augusztus 8. –) norvég válogatott labdarúgó, a Stabæk csatárja.

## Pályafutása

### Klubcsapatokban
Bakengát már nagyon fiatalon felfedezték a nagyon jó gólszerzési képességét. 13 évesen 50 gólt szerzett egy szezon alatt, amely felkeltette az érdeklődését a Bayern Münchennek és a Manchester Unitednek is. Bakenga felnőtt pályafutását a National csapatánál kezdte. 2007 februárjában csatlakozott a Rosenborghoz klubjához. A Rosenborg csapatában először 2009 szeptember 23-ai, Tromsø elleni mérkőzésen lépett pályára. A 2011-es szezonban 26 mérkőzésen 12 gólt lőtt.
2012 januárjában a Hannover 96 1.3 millió eurót ajánlott fel Bakengáért, de a Rosenborg elutasította az ajánlatot. 2012 februárjában a Rosenborg újabb ajánlatot kapott Bakengáért, ezúttal 2,6 millió euróért a Club Brugge-től, amelyet már elfogadott a norvég klub és 5 és fél éves szerződést kötött Bakengával. 2012. február 5-én debütált a Club Brugge csapatában, a Beerschot elleni 5–1-re megnyert meccsen. Bakenga játszott a 2013-as Belga Kupa döntőjében, amelyet a Cercle Brugge 2–0-ra elveszített a Genk ellen.
Kölcsönjátékosként játszott még a dán Esbjerg, a német Eintracht Braunschweig és a norvég Molde klubjánál is. 2016 júliusában egy évig újra a Rosenborgnál játszott, majd 2017-ben két éves szerződést írt alá a Tromsø klubjával. 2019-ben egy idény erejéig a Ranheimnél szerepelt mint kölcsönjátékos. A 2020-as szezonban első felében klub nélküli labdarúgó volt, a szezon második felében már az Odds játékosa volt. 2021 augusztusában a japán Tokusima Vortis igazolta le. 2023. február 9-én a Stabækhez írt alá.

### Válogatottban
Bakenga tagja volt a norvég U19-es válogatottnak. 2011 áprilisában a Moldova elleni meccsen mesterhármast rúgott.
2014-ben a norvég válogatott Lengyelország elleni mérkőzésén az 54. percben lépett pályára mint cserejátékos.

## Statisztikák
2023. március 18. szerint
| Klub                                | Szezon   | Osztály            | Bajnokság | Bajnokság | Kupa  | Kupa | Nemzetközi | Nemzetközi | Összesen | Összesen |
| Klub                                | Szezon   | Osztály            | Meccs     | Gól       | Meccs | Gól  | Meccs      | Gól        | Meccs    | Gól      |
| ----------------------------------- | -------- | ------------------ | --------- | --------- | ----- | ---- | ---------- | ---------- | -------- | -------- |
| Rosenborg                           | 2009     | Tippeligaen        | 3         | 0         | 0     | 0    | —          | —          | 3        | 0        |
| Rosenborg                           | 2010     | Tippeligaen        | 5         | 0         | 1     | 0    | 1          | 0          | 7        | 0        |
| Rosenborg                           | 2011     | Tippeligaen        | 26        | 12        | 3     | 4    | 6          | 0          | 35       | 16       |
| Rosenborg                           | Összesen | Összesen           | 19        | 4         | 7     | 5    | 7          | 0          | 33       | 9        |
| Club Brugge                         | 2011–12  | Belgian Pro League | 8         | 1         | 0     | 0    | —          | —          | 8        | 1        |
| Cercle Brugge (kölcsönben)          | 2012–13  | Belgian Pro League | 27        | 7         | 6     | 4    | —          | —          | 33       | 11       |
| Esbjerg (kölcsönben)                | 2013–14  | Danish Superliga   | 24        | 6         | 1     | 2    | 5          | 1          | 30       | 9        |
| Eintracht Braunschweig (kölcsönben) | 2014–15  | 2. Bundesliga      | 17        | 2         | 1     | 0    | —          | —          | 18       | 2        |
| Molde (kölcsönben)                  | 2015     | Tippeligaen        | 6         | 1         | 0     | 0    | 1          | 0          | 7        | 1        |
| Molde (kölcsönben)                  | 2016     | Tippeligaen        | 2         | 1         | 1     | 3    | —          | —          | 3        | 4        |
| Molde (kölcsönben)                  | Összesen | Összesen           | 8         | 2         | 1     | 3    | 1          | 0          | 10       | 5        |
| Rosenborg                           | 2016     | Tippeligaen        | 9         | 7         | 3     | 0    | 1          | 0          | 13       | 7        |
| Rosenborg                           | 2017     | Eliteserien        | 10        | 1         | 3     | 0    | 0          | 0          | 13       | 1        |
| Rosenborg                           | Összesen | Összesen           | 19        | 8         | 6     | 0    | 1          | 0          | 26       | 8        |
| Tromsø                              | 2017     | Eliteserien        | 8         | 3         | 0     | 0    | 0          | 0          | 8        | 3        |
| Tromsø                              | 2018     | Eliteserien        | 25        | 2         | 2     | 1    | 0          | 0          | 27       | 3        |
| Tromsø                              | 2019     | Eliteserien        | 8         | 0         | 1     | 0    | 0          | 0          | 9        | 0        |
| Tromsø                              | Összesen | Összesen           | 41        | 5         | 3     | 1    | 0          | 0          | 44       | 6        |
| Ranheim (kölcsönben)                | 2019     | Eliteserien        | 12        | 2         | 1     | 0    | 0          | 0          | 13       | 2        |
| Odds                                | 2020     | Eliteserien        | 25        | 15        | 0     | 0    | 0          | 0          | 25       | 15       |
| Odds                                | 2021     | Eliteserien        | 11        | 11        | 0     | 0    | 0          | 0          | 11       | 11       |
| Odds                                | Összesen | Összesen           | 36        | 26        | 0     | 0    | 0          | 0          | 36       | 26       |
| Tokusima Vortis                     | 2021     | J1 League          | 9         | 1         | 0     | 0    | 0          | 0          | 9        | 1        |
| Tokusima Vortis                     | 2022     | J2 League          | 22        | 4         | 5     | 2    | 0          | 0          | 27       | 6        |
| Tokusima Vortis                     | Összesen | Összesen           | 31        | 5         | 5     | 2    | 0          | 0          | 36       | 7        |
| Stabæk                              | 2023     | Eliteserien        | 0         | 0         | 2     | 1    | —          | —          | 2        | 1        |
| Összesen                            | Összesen | Összesen           | 257       | 76        | 30    | 17   | 14         | 1          | 301      | 94       |

## Sikerei, díjai
Rosenborg
- Tippeligaen/Eliteserien
  - Bajnok (4): 2009, 2010, 2016, 2017
- Norvég kupa
  - Győztes (1): 2016
- Norvég szuperkupa
  - Győztes (2): 2010, 2017
- Norvég ifjúsági kupa (2): 2009, 2011[10]

Cercle Brugge
- Belga kupa
  - Döntős (1): 2012–13